# 위리 울루오츠
위리 울루오츠(에스토니아어: Jüri Uluots, 1890년 1월 13일 ~ 1945년 1월 9일)는 에스토니아의 정치인, 언론인이다. 1940년 6월 20일부터 1945년 1월 9일까지 에스토니아의 총리 겸 대통령을 역임했다.

## 생애
에스토니아 래네주 출신이며 1910년부터 1918년까지 러시아 국립 상트페테르부르크 대학교에 재학했다. 1944년까지는 타르투 대학교에서 로마법, 에스토니아법 교수로 근무했다. 1919년부터 1920년까지 신문 《카야》(Kaja)의 편집자를 역임했고 1937년부터 1938년까지 신문 《포스티메스》(Postimees)의 편집장을 역임했다.
2차례(1920년 ~ 1926년, 1929년 ~ 1932년)에 걸쳐 에스토니아의 입법부인 리기코구 의원을 역임했으며 1938년 4월 4일부터 1939년 10월 12일까지는 에스토니아의 옛 하원인 에스토니아 대의원(Riigivolikogu) 의장을 역임했다. 1939년 10월 12일에는 에스토니아의 총리로 임명되었지만 1940년 6월 21일에 에스토니아를 점령한 소련이 괴뢰 정권을 수립하면서 강제로 쫓겨나게 되었다.
1940년 7월 에스토니아의 대통령을 역임하고 있던 콘스탄틴 패츠(Konstantin Päts)가 러시아로 강제 추방되면서 에스토니아 헌법에 명시된 총리 겸 대통령을 역임하게 되었다. 1941년 7월 나치 독일이 에스토니아를 점령한 이후에는 나치 독일의 에스토니아 점령에 저항하는 운동을 전개했다.
1944년 9월 소련이 에스토니아를 탈환하고 오토 티에프를 총리로 임명하자 소련의 에스토니아 점령에 저항하는 운동을 전개했다. 소련 당국의 감시를 피하기 위해 스웨덴으로 망명했으며 1945년 1월 9일에 스웨덴 스톡홀름에서 사망했다.